# Flâneur

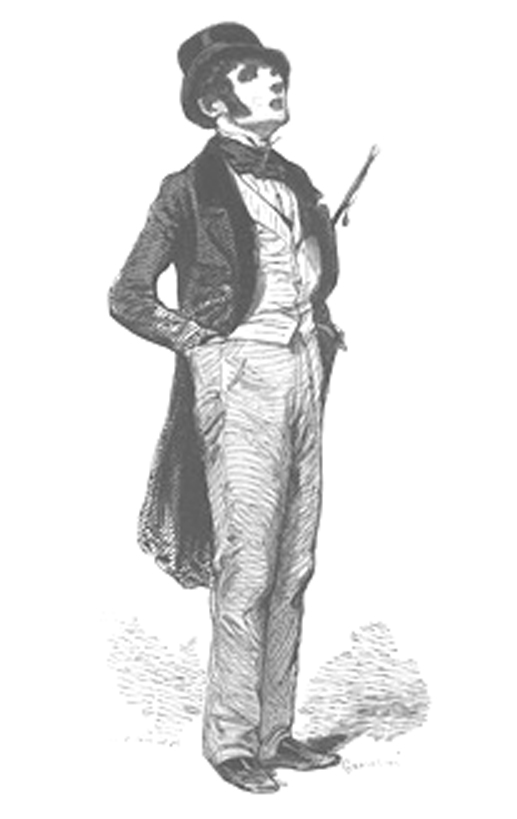
Paul Gavarni, Le Flâneur, 1842

Flâneur (al plurale flâneurs) è un termine francese, reso celebre dal poeta Charles Baudelaire, che indica l'uomo che vaga oziosamente per le vie cittadine, senza fretta, sperimentando e provando emozioni nell'osservare il paesaggio. La parola può essere tradotta in italiano con "bighellone", tuttavia anche la locuzione "andare a zonzo" rende bene l'idea dell'azione.
Il concetto di flâneur ha una significativa presenza anche nell'opera del filosofo Walter Benjamin ed è ricorrente nell'ambito di discussioni accademiche sulla modernità; è diventato significativo anche in architettura e urbanistica.

## Uso del termine
Attorno al 1850, Baudelaire sosteneva che l'arte tradizionale fosse inadeguata per le nuove e dinamiche complicazioni della vita moderna. I cambiamenti sociali ed economici portati dall'industrializzazione richiedevano che l'artista s'immergesse nella metropoli e diventasse, per usare le parole di Baudelaire, "un botanico del marciapiede", un conoscitore analitico del tessuto urbano. Poiché coniò il termine riferendosi ai parigini, il flâneur (colui che bighellona/passeggia) e la flânerie (il bighellonare/passeggiare/vagare) sono associati a Parigi e a quel tipo di ambiente, che lascia spazio all'esplorazione non affrettata e libera da programmi. Il flâneur è tipicamente molto consapevole del suo comportamento pigro e privo di urgenza: per esemplificare questa sua caratteristica umorale, era descritto come "uno che porta al guinzaglio delle tartarughe lungo le vie di Parigi".
Walter Benjamin adottò questo concetto dell'osservatore urbano sia come strumento analitico sia come stile di vita. Dal suo punto di vista marxista, Benjamin descrive il flâneur come un prodotto della vita moderna e della rivoluzione industriale, senza precedenti nella storia e decisamente appartenente a un certo tipo di classe sociale, con un avvento parallelo a quello della figura del turista. Il suo flâneur è un borghese dilettante, non coinvolto ma molto perspicace. Benjamin divenne il suo stesso esempio principale, raccogliendo le osservazioni sociali ed estetiche che ricavava da lunghe passeggiate per le vie di Parigi. Anche il titolo del suo incompiuto Passagen-Werk, opera filosofica, deriva dalla sua particolare affezione per le strade occupate dai negozi.
Nel 1917 lo scrittore svizzero Robert Walser pubblicò un racconto breve intitolato La passeggiata, che per certi versi può essere ricondotto alla tematica del vagabondare. Tuttavia, il passeggiare di Walser può esser visto come un'alternativa a quello "baudelaireiano-benjaminiano", e presenta maggiori affinità con quello della cosiddetta "Spaziergangswissenschaft" (promenadologia, strollology), di autori come Thomas Bernhard e Peter Handke..
Nel contesto dell'architettura e dell'urbanistica contemporanea, la progettazione rappresenta, per i flâneur, una delle modalità per accostarsi agli aspetti psicologici della costruzione di edifici. L'architetto Jon Jerde, per esempio, disegnò il suo Horton Plaza a San Diego e l'Universal CityWalk di Los Angeles, immaginandoli come utili alla necessità di prevedere sorprese, distrazioni e sequenze di eventi per passeggiatori.
Il tema del flâneur viene ripreso in seguito anche da Emil Cioran.